# Carmina Burana (banda)
Carmina Burana es una banda argentina, compuesta por músicos del sur de la provincia de Santa Fe. Llevan editados seis discos de estudio y uno en vivo.

## Historia
Carmina Burana se inició por el año 1994, entre Chabás y Firmat, realizaron algunas presentaciones en la zona, y luego comenzaron a insertarse en la movida under rosarina. Luego de varios cambios de integrantes, hoy su mayoría viven en Rosario.

## Estilo
Carmina Burana mezclan diferentes estilos: Rock, flamenco, ska, punk rock, reggae.

## Miembros
- Kamono - Voz
- Manaflittas - Guitarra
- Ariel Poeylaut - Teclado, Coros
- Billie Gómez - Batería
- Simian - Acordeón, Coros
- Rober Diz - Bajo
- fluck! - Trombón, Coros
- Frankore - Trompeta, Coros

× Meplah itit - Saxo

## Discografía
- 1996: Psilosibe
- 1998: Demo Gonzalito
- 2000: El Sendero de los Pajaritos Primaverales
- 2003: Hermoso, todo junto, difunto y podrido
- 2007: Odas para la danza del átomo
- 2011: C'est la fin du monde!
- 2012: Tenebris Carmina in domina serpens
- 2017: Existe